# Sukaraja (Cempaka)
Sukaraja is een bestuurslaag in het regentschap Ogan Komering Ulu van de provincie Zuid-Sumatra, Indonesië. Sukaraja telt 427 inwoners (volkstelling 2010).